# FRUiTS
FRUiTS —en español: «Frutas»— es una revista de moda publicada mensualmente en Japón, que cubre las tendencias juveniles del distrito de Harajuku. Fue fundada en 1997 por el fotógrafo Shoichi Aoki. Se recopilaron citas de la revista para crear el Phaidon Press books Fruits en 2001 y el Fresh Fruits en 2005. 
Una exhibición de fotografías de Aoki para la revista, desarrollado por el Powerhouse Museum, ha recorrido museos en Australia y Nueva Zelanda.

## Historia
Tiene sus inicios en 1997 cuando Aoki comienza a notar que en Harajuku se estaba desarrollando una nueva tendencia de moda entre la gente más joven. En lugar de una tendencia dictada por los diseñadores, esta era una moda iniciada por los mismos jóvenes, que mezclaban la ropa japonesa tradicional, como kimonos y sandalias, con diseños japoneses, occidentales o locales, incluso con ropa Punk, una tendencia que se hizo conocida como Harajuku Free Style, que fue la que Aoki quiso documentar en FRUiTS. Desde que esta tendencia empezó a mediados de los 90 se ha extendido hasta cubrir muchos subgéneros, como el Punk, el Decorer y el Gothic Lolita.
Esta tendencia se ha apagado en los recientes años, probablemente debido al hecho de que Omotesandō (la calle principal en Harajuku) ya no se cierra para los automóviles los domingos, de modo que los chicos de FRUiTS ya no se pueden reunir ahí. Sin embargo Aoki sigue gestionando para editar la revista cada mes, especialmente desde que logró la condición de culto en Japón y ultramar.